# Бермудские Острова на летних Олимпийских играх 2016
Бермудские Острова на летних Олимпийских играх 2016 года были представлены 8 спортсменами в 5 видах спорта. Знаменосцем сборной Бермуд на церемонии открытия Игр стал призёр крупных международных соревнований легкоатлет Тайрон Смит, а на церемонии закрытия флаг нёс волонтёр соревнований. По итогам соревнований на счету бермудских спортсменов не оказалось ни одной награды. Эти Игры стали для Бермудских островов уже восемнадцатыми по счету и по прежнему на счету сборной значится лишь одна медаль, завоёванная боксёром Кларенсом Хиллом на Играх 1976 года в Монреале.

## Состав сборной
Академическая гребля
1. Мишель Пирсон

 Лёгкая атлетика
1. Тайрон Смит
2. Гарольд Хьюстон

 Парусный спорт
1. Кэмерон Пиментел
2. Сесилия Вольман

 Плавание
1. Джулиан Флетчер
2. Ребекка Хейлигер

 Триатлон
1. Флора Даффи

## Результаты соревнований

### Академическая гребля
В следующий раунд из каждого заезда проходят несколько лучших экипажей (в зависимости от дисциплины). В отборочный заезд попадают спортсмены, выбывшие в предварительном раунде. В финал A выходят 6 сильнейших экипажей, остальные разыгрывают места в утешительных финалах B-F.
Женщины
| Соревнование | Спортсмены    | Предварительный заезд | Предварительный заезд | Предварительный заезд | Отборочный заезд | Отборочный заезд | Отборочный заезд | Четвертьфинал | Четвертьфинал | Четвертьфинал | Полуфинал     | Полуфинал     | Полуфинал     | Финал | Финал | Итоговое место |
| Соревнование | Спортсмены    | Заезд                 | Время                 | Место                 | Заезд            | Время            | Место            | Заезд         | Время         | Место         | Заезд         | Время         | Место         | Время | Место | Итоговое место |
| ------------ | ------------- | --------------------- | --------------------- | --------------------- | ---------------- | ---------------- | ---------------- | ------------- | ------------- | ------------- | ------------- | ------------- | ------------- | ----- | ----- | -------------- |
| одиночки     | Мишель Пирсон | 6                     | 8:22,15               | 3 Q                   | не участвовала   | не участвовала   | не участвовала   | 3             | 7:34,90       | 4             | Полуфинал C/D | Полуфинал C/D | Полуфинал C/D | Финал | Финал |                |
| одиночки     | Мишель Пирсон | 6                     | 8:22,15               | 3 Q                   | не участвовала   | не участвовала   | не участвовала   | 3             | 7:34,90       | 4             |               |               |               |       |       |                |

### Водные виды спорта

#### Плавание
В следующий раунд на каждой дистанции проходят спортсмены, показавшие лучший результат, независимо от места, занятого в своём заплыве.
Мужчины
| Дистанция          | Спортсмены      | Предварительный раунд | Предварительный раунд | Предварительный раунд | Полуфинал            | Полуфинал            | Полуфинал            | Финал                | Финал                |
| Дистанция          | Спортсмены      | Заплыв                | Результат             | Место                 | Заплыв               | Результат            | Место                | Результат            | Место                |
| ------------------ | --------------- | --------------------- | --------------------- | --------------------- | -------------------- | -------------------- | -------------------- | -------------------- | -------------------- |
| 100 метров брассом | Джулиан Флетчер | 1                     | 1:02,73               | 40                    | Завершил выступление | Завершил выступление | Завершил выступление | Завершил выступление | Завершил выступление |

Женщины
| Дистанция                | Спортсмены       | Предварительный раунд | Предварительный раунд | Предварительный раунд | Полуфинал | Полуфинал | Полуфинал | Финал     | Финал |
| Дистанция                | Спортсмены       | Заплыв                | Результат             | Место                 | Заплыв    | Результат | Место     | Результат | Место |
| ------------------------ | ---------------- | --------------------- | --------------------- | --------------------- | --------- | --------- | --------- | --------- | ----- |
| 50 метров вольным стилем | Ребекка Хейлигер |                       |                       |                       |           |           |           |           |       |

### Лёгкая атлетика
Мужчины
Беговые дисциплины
| Дисциплина        | Спортсмен       | Предварительный раунд | Предварительный раунд | Предварительный раунд | Четвертьфиналы | Четвертьфиналы | Четвертьфиналы | Полуфиналы | Полуфиналы | Полуфиналы | Финал | Финал |
| Дисциплина        | Спортсмен       | Забег                 | Время                 | Место                 | Забег          | Время          | Место          | Забег      | Время      | Место      | Время | Место |
| ----------------- | --------------- | --------------------- | --------------------- | --------------------- | -------------- | -------------- | -------------- | ---------- | ---------- | ---------- | ----- | ----- |
| бег на 200 метров | Гарольд Хьюстон |                       |                       |                       |                |                |                |            |            |            |       |       |

Технические дисциплины
| Дисциплина     | Спортсмен   | Квалификация | Квалификация | Финал     | Финал |
| Дисциплина     | Спортсмен   | Результат    | Место        | Результат | Место |
| -------------- | ----------- | ------------ | ------------ | --------- | ----- |
| прыжок в длину | Тайрон Смит |              |              |           |       |

### Парусный спорт
Соревнования по парусному спорту в каждом из классов состояли из 10 или 12 гонок. Каждую гонку спортсмены начинали с общего старта. Победителем становился экипаж, первым пересекший финишную черту. Количество очков, идущих в общий зачёт, соответствовало занятому командой месту. 10 лучших экипажей по результатам предварительных заплывов попадали в медальную гонку, результаты которой также шли в общий зачёт. В медальной гонке, очки, полученные экипажем удваивались. В случае если участник соревнований не смог завершить гонку ему начислялось количество очков, равное количеству участников плюс один. При итоговом подсчёте очков не учитывался худший результат, показанный экипажем в одной из гонок. Сборная, набравшая наименьшее количество очков, становится олимпийским чемпионом.
Единственную олимпийскую лицензию у женщин в парусном спорте для Бермуд принесла Сесилия Вольман, ставшая лучшей, среди неквалифицированных спортсменок Северной Америки, по итогам этапа Кубка мира 2016 года в Майами. У мужчин олимпийскую путёвку в классе «Лазер» сборная получила по решению трёхсторонней комиссии.
Мужчины
| Класс | Спортсмены       | Гонка | Гонка | Гонка | Гонка | Гонка | Гонка | Гонка | Гонка | Гонка | Гонка | Гонка         | Гонка         | Гонка         | Очки | Место |
| Класс | Спортсмены       | 1     | 2     | 3     | 4     | 5     | 6     | 7     | 8     | 9     | 10    | 11            | 12            | M             | Очки | Место |
| ----- | ---------------- | ----- | ----- | ----- | ----- | ----- | ----- | ----- | ----- | ----- | ----- | ------------- | ------------- | ------------- | ---- | ----- |
| Лазер | Кэмерон Пиментел | 31    | 45    | 41    | 27    | 44    | 42    | 39    | 34    | 42    | 39    | не проводится | не проводится | не участвовал | 339  | 41    |

Женщины
| Класс        | Спортсменки     | Гонка | Гонка | Гонка | Гонка | Гонка | Гонка | Гонка | Гонка | Гонка | Гонка | Гонка         | Гонка         | Гонка          | Очки | Место |
| Класс        | Спортсменки     | 1     | 2     | 3     | 4     | 5     | 6     | 7     | 8     | 9     | 10    | 11            | 12            | M              | Очки | Место |
| ------------ | --------------- | ----- | ----- | ----- | ----- | ----- | ----- | ----- | ----- | ----- | ----- | ------------- | ------------- | -------------- | ---- | ----- |
| Лазер Радиал | Сесилия Вольман | 32    | 28    | 32    | 35    | 35    | 33    | 34    | 33    | 32    | 32    | не проводится | не проводится | не участвовала | 291  | 34    |

### Триатлон
Соревнования по триатлону пройдут на территории форта Копакабана. Дистанция состоит из 3-х этапов — плавание (1,5 км), велоспорт (43 км), бег (10 км).
Женщины
| Соревнование              | Спортсмены  | Плавание | Смена | Велоспорт | Смена | Бег | Итоговое время | Место | Отставание |
| ------------------------- | ----------- | -------- | ----- | --------- | ----- | --- | -------------- | ----- | ---------- |
| индивидуальное первенство | Флора Даффи |          |       |           |       |     |                |       |            |